# Kikkers en muizen

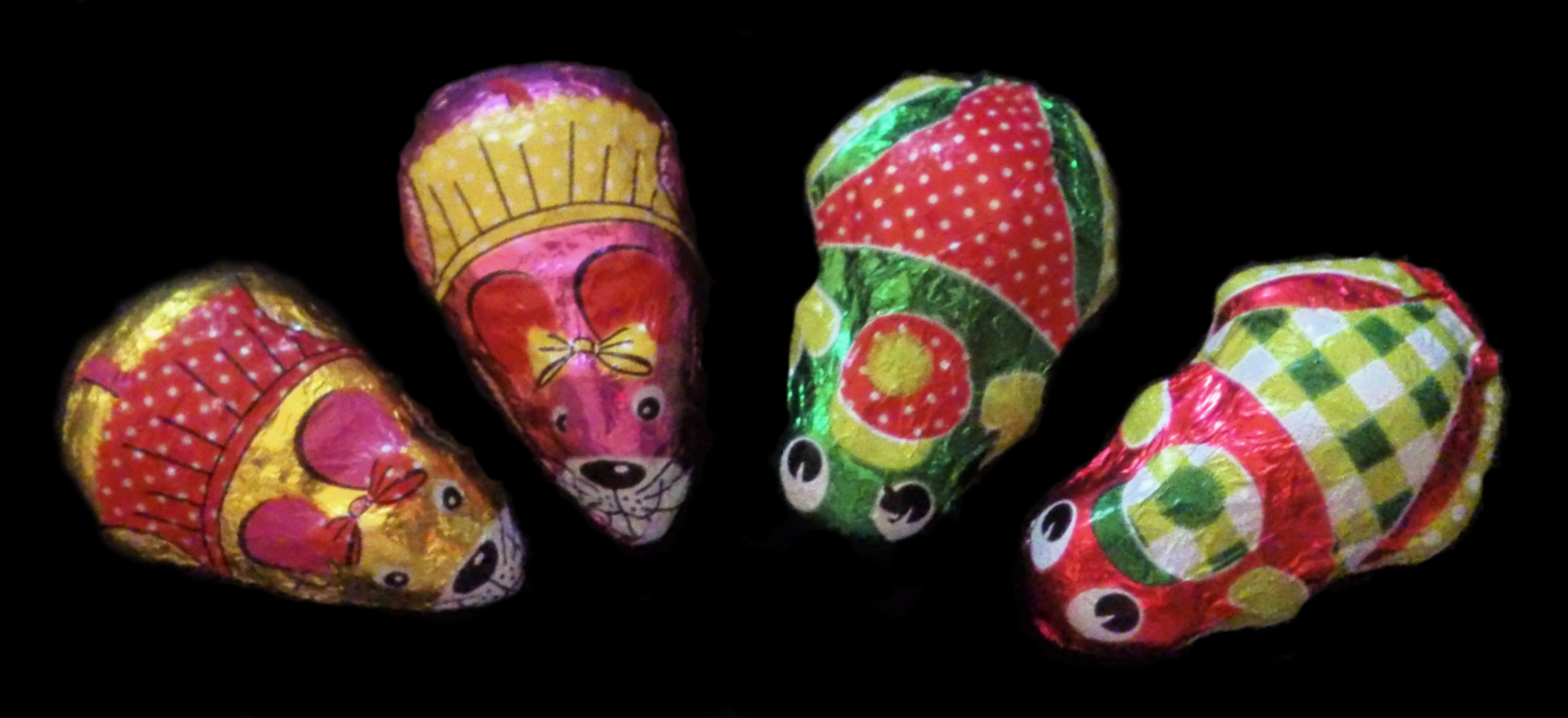
Kikkers en muizen

Kikkers en muizen is de naam van een versnapering die vooral met Sinterklaas in Nederland wordt genuttigd.
Het betreft kikkers en muizen van chocolade met een vulling van fondant, die gewikkeld zijn in een dunne, bedrukte folie van zilverpapier. Ze worden gewoonlijk bij het schoentje zetten ten geschenke gegeven. De achtergrond van het gebruik is niet bekend, het is traceerbaar tot minstens 1931 via een advertentie Ook de oorsprong van het gebruik om de kikkers soms van een badpakje te voorzien is onbekend.

## Fabrikanten
Bekende fabrikanten van het snoepgoed waren of zijn:
- Snoepfabriek Goedhart, te Koog aan de Zaan, later verhuisd naar Hoorn en opgegaan in een bedrijf met de naam Klene.
- Promena Boon te Wormerveer, later opgegaan in Klene
- ABS Sweets te Leersum
- Ridam Sweets te De Meern